# Sing to the Moon
Albums de Laura Mvula
The Dreaming Room
(2016)
Singles
1. "She"
Sortie : 29 Octobre 2012
2. "Green Garden"
Sortie : 22 Février 2013
3. "That's Alright"
Sortie : 28 Mars 2013

Sing to the Moon est le premier album studio de l'artiste anglaise Laura Mvula, sorti en 2013 chez RCA Victor. L'album comprend les singles "She", " Green Garden " et "That's allright".
Le 11 août 2014, Mvula a sorti une version orchestrale de l'album entier «Sing to the Moon» qu'elle a enregistré aux studios Abbey Road en compagnie du Metropole Orkest.

## Inspiration
En 2013, lors d'une interview avec le magazine Blues and Soul, Mvula a révélé que l'inspiration de sa chanson Sing to the Moon venait d'une biographie de la chanteuse de jazz américaine Adelaide Hall intitulé Underneath a Harlem Moon: The Harlem to Paris Years of Adelaide Hall (écrit par Iain Cameron Williams).

## Histoire de la production

### Singles
Plusieurs singles de l'album sont sortis avant la sortie de l'album en mars 2013. "She" est sorti en tant que premier single de l'album le 29 octobre 2012. Il est sorti à la fois en tant que single autonome et dans le cadre de l' EP She qui contenait trois autres chansons ("Like the Morning Dew", "Can't Live with the World" et "Jump Right Out"). "She" a été réédité le 16 août 2013 en tant qu'EP contenant un nouveau "2013 Edit" de la chanson et cinq autres remixes.
" Green Garden " est sorti en tant que deuxième single de l'album le 22 février 2013. La chanson a atteint un sommet au numéro trente et un sur le UK Singles Chart. Il a également cartographié la Belgique, le Danemark, l'Irlande et les Pays-Bas. "That's Alright" est sorti en tant que troisième single en mars 2013.

### Sortie officielle
Sing to the Moon est sorti le 1er mars 2013 par RCA Victor. L'album a fait ses débuts au numéro neuf sur le UK Albums Chart avec des ventes de la première semaine de 18 954 exemplaires. La chanson individuelle "Sing to the Moon" a été samplée par le rappeur XXXTentacion et utilisée dans sa chanson "Vice City".

## Critiques et réception
L'album a rencontré un accueil largement positif, recevant une partition parfaite de The Independent, et 3,5 / 5 de Rolling Stone. AllMusic a déclaré que l'album prend "ses racines dans des formes vieilles de plusieurs décennies de gospel, de jazz, de R&B et, plus profondément, de pop orchestrale. Presque tout le matériel est aussi sérieux et raffiné que majestueux, avec des harmonies vocales et des arrangements feutrés."

### Commercial
L'album a fait ses débuts au numéro neuf sur le UK Albums Chart avec des ventes de la première semaine de 18 954 exemplaires.
Aux États-Unis, l'album est entré pour la première fois dans la liste des albums R&B au no 19 pour le graphique daté du 4 mai 2013, et il a atteint le no 8 sur le graphique un mois plus tard. Il a également atteint un sommet au no 173 sur le Billboard 200. L'album s'est vendu à 32 000 exemplaires aux États-Unis en avril 2016.
En France, les critiques ont été également élogieuses,,,

## Liste des titres
Plusieurs versions sont sorties,,:
| No            | Titre                                   | Auteurs                     | Producteur    | Durée |
| ------------- | --------------------------------------- | --------------------------- | ------------- | ----- |
| 1.            | "Like the Morning Dew"                  | - Laura Mvula - Steve Brown | Brown         | 3:40  |
| 2.            | "Make Me Lovely"                        | Mvula                       | Brown         | 4:38  |
| 3.            | "Green Garden"                          | Mvula                       | Brown         | 4:09  |
| 4.            | "Can't Live With the World"             | - Mvula - Brown             | Brown         | 6:05  |
| 5.            | "Is There Anybody Out There?"           | - Mvula - Brown             | Brown         | 5:11  |
| 6.            | "Father, Father"                        | - Mvula - Brown             | Brown         | 4:42  |
| 7.            | "That's Alright"                        | Mvula                       | Brown         | 3:34  |
| 8.            | "She"                                   | - Mvula - Brown             | Brown         | 3:25  |
| 9.            | "I Don't Know What the Weather Will Be" | - Mvula - Brown             | Brown         | 3:30  |
| 10.           | "Sing to the Moon"                      | - Mvula - Brown             | Brown         | 4:07  |
| 11.           | "Flying Without You"                    | - Mvula - Brown             | Brown         | 3:21  |
| 12.           | "Diamonds"                              | - Mvula - Brown             | Brown         | 3:14  |
| Durée totale: | Durée totale:                           | Durée totale:               | Durée totale: | 49:36 |

| No  | Titre                | Durée |
| --- | -------------------- | ----- |
| 13. | "Unbelievable Dream" | 3:27  |

| No  | Titre                                 | Durée |
| --- | ------------------------------------- | ----- |
| 13. | "Jump Right Out"                      | 4:10  |
| 14. | "Something Out of the Blue"           | 2:40  |
| 15. | "Father, Father" (Live for Hunger TV) | 3:19  |
| 16. | "Diamonds" (Live for Hunger TV)       | 4:00  |
| 17. | "Green Garden 1" (Demo)               | 1:53  |
| 18. | "She 1" (Demo)                        | 2:42  |

| No  | Titre                                 | Durée |
| --- | ------------------------------------- | ----- |
| 19. | "Green Garden" (Dave Invisible Remix) | 6:05  |

| No  | Titre                                 | Durée |
| --- | ------------------------------------- | ----- |
| 19. | "Take the Time"                       | 2:53  |
| 20. | "Green Garden" (Dave Invisible Remix) | 6:05  |

## Historique des versions
| Région      | Date          | Format (s)                   | Étiquette             |
| ----------- | ------------- | ---------------------------- | --------------------- |
| Irlande     | 1 mars 2013   | CD, téléchargement numérique | RCA Victor            |
| Royaume-Uni | 4 mars 2013   | CD, téléchargement numérique | RCA Victor            |
| Danemark    | 4 mars 2013   | CD, téléchargement numérique | Sony Musique          |
| Australie   | 15 mars 2013  | CD, téléchargement numérique | Sony Musique          |
| Allemagne   | 5 avril 2013  | CD, téléchargement numérique | Sony Musique          |
| États Unis  | 16 avril 2013 | Téléchargement numérique     | Registres de Columbia |
| États Unis  | 14 mai 2013   | CD                           | Registres de Columbia |
| France      | 3 juin 2013   | CD, téléchargement numérique | Sony Musique          |
| Japon       | 5 juin 2013   | CD, téléchargement numérique | Sony Musique          |

## Version orchestrale
En mars 2014, Mvula a réenregistré une version orchestrale de son premier album Sing to the Moon en collaboration avec les 52 membres du Metropole Orchestra. Dirigée par Jules Buckley, la version orchestrale de Sing to the Moon a été enregistrée sur deux jours et a vu sa sortie le 23 juin 2014 en téléchargement de haute qualité via la Society of Sound de Bowers & Wilkins. L'album est sorti le 11 août 2014.

## Version de Snarky Puppy
"Sing to the Moon" a été retravaillé et enregistré avec Snarky Puppy pour l'album Family Dinner - Volume 2 sorti le 12 février 2016.

## Certifications
| Pays              | Certification | Unités certifiées |
| ----------------- | ------------- | ----------------- |
| Royaume-Uni (BPI) | Or            | 100 000           |